# Queen Creek
Queen Creek è una località degli Stati Uniti d'America, situata tra le contee di Maricopa e Pinal, nello Stato dell'Arizona.